# 京王バス府中営業所
京王バス府中営業所（けいおうバスふちゅうえいぎょうしょ）は、東京都府中市晴見町にある京王バスの営業所。当所を表す社内識別記号は「B」。敷地内には京王電鉄バスグループ各社の本社が入居する「京王府中晴見町ビル」がある。最寄り停留所は「府中営業所」。JR武蔵野線北府中駅近くの府中街道沿いに立地する。
所在地の府中市を中心に、小金井市、国分寺市、調布市、国立市、小平市、稲城市に乗り入れる一般路線を担当する。府中市、小金井市のコミュニティバス運行受託も行う。多摩地域発着の空港連絡バスの一部路線も担当している。

## 概要
東京で初めて乗合バスを走らせた京王電気軌道のバス路線にルーツを持つ、非常に長い歴史を有するバス営業所である。京王電気軌道の乗合バス事業は鉄道開業によりいったん途絶えるが、甲州街道沿線を中心に広範囲で乗合バス事業を展開していた甲州街道乗合自動車を買収し、京王電軌直営の乗合バス事業として再開する。このエリアの路線が現在の新宿以西から府中・調布・小金井エリアの基礎となった。ただし京王電気軌道開業時の本社は代々幡町（現・渋谷区）に所在し、最初に開業したバス営業所は笹塚営業所（初代）である。

またこれとは別に、南多摩では武蔵中央電気鉄道とその傘下の八王子市街自動車を買収して八王子営業所を設立したほか、当営業所地元の府中では京王電気軌道とは無関係に府中乗合自動車商会という事業者も立ち上げられた。

その後、太平洋戦争（大東亜戦争）開戦に伴う戦時統合により京王電気軌道は東京急行電鉄（大東急。現・東急株式会社）へ合併され、府中乗合自動車商会も買収統合される。終戦に伴う大東急解体を経て、京王帝都電鉄として分離独立する際に発足した3つのバス営業所（中野、国分寺、八王子）のうち、国分寺営業所が府中営業所の前身となった。この3つの営業所が都区内、北多摩、南多摩の3本柱となった。営業所略号のアルファベットは、中野 (A) 、国分寺 (B) 、八王子 (C) を表す。
国分寺営業所はのちに移転を経て府中営業所となり、北多摩地区の中心であった府中営業所の支所が発展する形で、小金井、桜ヶ丘、調布と多くの営業所が拡がることとなった（桜ヶ丘営業所からはさらに多摩営業所が派生している）。
2002年に京王電鉄のバス事業分社化により京王電鉄バスが発足した際は、府中駅前に京王電鉄バスと各子会社の本社が置かれた。2014年には府中営業所構内に「京王府中晴見町ビル」が完成し、京王電鉄バスと各子会社の本社が移転した。
バス事業の分社化の過程で、2003年に京王バス中央株式会社が設立され、段階的に京王バス府中営業所へ移行した。京王バス中央の営業所は長らく府中営業所のみであったが、2019年に京王バス中央・桜ヶ丘営業所が発足した。
2020年6月9日付の株主総会において、京王電鉄バスの子会社3社（京王バス東、京王バス中央、京王バス南）が、同年10月1日をもって京王バス南を存続会社として合併し、京王バス東と京王バス中央は解散すると決議したことが、同年8月3日付の電子公告により発表された。
2022年2月16日には、京王バス小金井・小金井営業所に京王バス府中営業所小金井支所が併設された。これに伴い、武71、武73、府75系統の一部便が移管され、共同運行となった。

## 沿革
- 1913年4月15日 - 京王電気軌道、笹塚停留場 - 調布停留場間を開業（現：京王線）。同時に鉄道未成区間の新宿 - 笹塚間、調布 - 府中 - 国分寺間で路線バスを開業。京王の府中地区におけるバスの歴史が始まる。これは東京初の路線バスでもあった。
- 1914年2月 - 調布駅 - 府中 - 国分寺駅間の路線バスが運休となる。
- 1915年
  - 2月15日 - 鉄道開業にともない、路線バス事業をいったん廃止。
  - 5月30日 - 新宿追分駅（現存せず） - 調布駅間が開通。
- 1937年12月1日 - 甲州街道乗合自動車を買収し、京王電軌のバス事業として再開。「京王電気軌道自動車課」発足（同時に笹塚営業所を開設）。
- 1944年
  - 5月31日 - 戦時体制下における陸上交通事業調整法により、東京急行電鉄（いわゆる大東急）と合併。
  - 8月1日 - 府中乗合自動車商会（府中 - 国分寺間）を買収。
- 1948年6月1日 - 大東急からの分離独立にともない、京王帝都電鉄が設立。直営のバス営業所として、中野営業所・八王子営業所とともに、国分寺営業所として開設。
- 1949年8月15日 - 国分寺営業所は府中へ移転して廃止され、東府中営業所として設立。
- 1958年
  - 8月16日 - 東府中営業所から再移転する形で、府中営業所として設立。
  - 10月16日 - 府中営業所の傘下に小金井支所（現・京王電鉄バス・小金井営業所）を新設。
- 1962年1月16日 - 小金井支所が府中営業所より独立、小金井営業所となる。
- 1964年5月16日 - 府中営業所の傘下に桜ヶ丘支所（現・京王電鉄バス桜ヶ丘営業所）を新設。
- 1967年5月16日 - 府中営業所の傘下に調布支所（現・京王バス調布営業所）を新設。
- 1972年7月23日 - 府中営業所へ小金井営業所を再統合する。
- 1996年11月1日 - バス共通カードを導入。乗車方法を前乗り中降りから中乗り前降りに変更。
- 1997年4月1日 - バス事業の分社化が始まる。最初の分離子会社として「京王バス株式会社」（初代）が設立され、府中営業所調布支所が「京王バス株式会社調布営業所」となる。
- 1998年7月1日 - 京王帝都電鉄、「京王電鉄」へ社名変更。
- 2002年
  - 2月1日 - バス事業の分社化のため、「京王電鉄バス株式会社」を設立。本社を府中駅前の京王府中1丁目ビルに置く。
  - 4月1日、「南大沢京王バス株式会社」が営業開始。
  - 4月 - 京王電鉄バス府中営業所の一部路線が、桜ヶ丘営業所に移管される。
  - 8月1日 - 京王電鉄バス株式会社が営業開始。京王電気軌道の創立より直営であったバス事業が、鉄道事業から切り離され「京王電鉄バスグループ」となる。
- 2003年
  - 3月1日 - CoCoバス開業、小金井市より運行受託開始。
  - 3月21日 - ぶんバス開業、国分寺市より運行受託開始。
  - 4月 - 桜ヶ丘営業所に移管された路線が、再び府中営業所の管轄に戻る。
  - 5月14日 - 京王電鉄バスにより「京王バス中央株式会社」が設立される。京王電鉄バス府中営業所内に併設。
  - 10月1日 - 京王バス（初代）は「京王バス東株式会社」、南大沢京王バスは「京王バス南株式会社」へそれぞれ社名変更。京王電鉄バスの府中地区の一部路線が移管され、「京王バス中央・府中営業所」として営業開始。
  - 12月1日 - ちゅうバス開業、府中市より運行受託開始。
- 2004年12月10日 - 「京王バス小金井株式会社」を設立。
- 2005年11月16日 - 　府中営業所小金井支所が「京王バス小金井・小金井営業所」として営業開始。これにともない、武蔵小金井駅発着路線の多くを移管する。
- 2006年
  - 1月30日 - 立62（府中駅 - 立川駅北口）、立61（谷保駅前 ｰ 立川駅北口）を廃止。
  - 9月1日 - 武82、武83系統が、京王電鉄バスから委託される。
- 2007年
  - 3月18日 - PASMOの導入を開始する。
  - 4月1日 - 寺92系統が京王電鉄バスから委託される。
  - 10月16日 - 国02、国03、府21の各系統が、京王電鉄バスから委託される。
- 2008年4月1日 - 京王電鉄バス府中営業所が廃止され、京王バス中央として統一される。
- 2010年3月31日 - 武蔵小金井駅周辺再開発にともない、駅構内にあった京王バス小金井案内所が営業終了。
- 2011年4月1日 - 南口バスロータリーの完成にともない、武蔵小金井駅北口発着路線の一部を、武蔵小金井駅南口発着に変更。
- 2013年10月13日 - 中02、中03、西府01の各系統が、桜ヶ丘営業所から移管される。
- 2014年4月28日 - 京王電鉄バスと京王電鉄バスグループ各社の本社を、府中営業所に隣接する「京王府中晴見町ビル」へ移転。
- 2018年4月16日 - ダイヤ改正により路線移管。国18、桜08、桜19、中02、中03、西府01の各系統が桜ヶ丘営業所に再移管（桜19は府中営業所時代に新設されたので移管）される。また、武02、東01、境81、武51の各系統が小金井営業所に移管され、代わりに府75系統が当営業所に再移管される。
- 2019年
  - 5月16日 - ダイヤ改正により武84、武85、武94、武95、磨01系統の一部が小金井営業所より移管され、小金井営業所との共同運行となる。
  - 11月16日 - 京王電鉄バス桜ヶ丘営業所に京王バス中央・桜ヶ丘営業所が併設され、京王バス中央の2つ目の営業所となる。
- 2020年
  - 10月1日 - 京王バス南・京王バス東・京王バス中央の3社が合併し、京王バス（2代目）が発足。これにより当営業所は「京王バス府中営業所」となる。
  - 11月16日 - 大沢線（武91・武93系統）を調布営業所へ移管。
- 2021年11月16日 - 京王電鉄バスからの委託路線が、すべて京王バスの自社運行路線となる。
- 2022年
  - 2月16日 - 京王バス小金井・小金井営業所に京王バス府中営業所小金井支所を併設。武71、武73、府75系統の一部便が移管され、共同運行となる。
- 2025年
  - 3月31日の運行をもってぶんバス本多ルートから撤退。続けて6月30日をもって日吉町ルート、東元町ルート、万葉・けやきルートの3路線も撤退。受託していた4路線全てが他社（トーショー交通）へ移譲された。

## 現行路線
管轄路線は自社管理路線、京王電鉄バスからの委託路線が存在した。2021年11月より委託運行は解除された。

### 国分寺線
- 寺91：府中駅 - 晴見町 - 明星学苑 - 東元町 - 国分寺駅南口（平日のみ深夜バスあり）
- 寺91：農業高校 → 晴見町 → 明星学苑 → 東元町 → 国分寺駅南口（早朝のみ）
- 寺91急行：府中駅 → 明星学苑（平日朝ラッシュ時4本のみ）
- 寺91央 急行：明星学苑 → 府中駅（平日午後5本のみ）
- 寺91急行：国分寺駅南口 → 明星学苑（平日朝ラッシュ時6本のみ）
- 寺91央 急行：明星学苑 → 国分寺駅南口（平日午後7本のみ）

府中駅と国分寺駅を国分寺街道経由で結ぶ路線。京王電鉄バスからの受託運行路線であったが、2021年11月16日より京王バスの自社路線になった。
京王電軌が1913年（大正2年）4月15日に京王線を開業した際に、鉄道未成区間で暫定的に運行した乗合バス2路線（新宿 - 笹塚、調布 - 府中 - 国分寺）のうち国分寺駅発着の路線があった。これは東京府下では初の乗合バス路線である。この路線は上述の通りいったん廃止になり、現在の路線は1932年（昭和7年）2月に府中乗合自動車商会が同じ府中 - 国分寺間で開業した路線を1944年（昭和19年）8月に買収したものだが、現在もなお一日を通して利用客が多く、京王バス全路線中で最多の運行本数を誇る主力路線であり続けている。
東京農工大学本部・府中キャンパス、明星大学を運営する明星学苑が設置する幼稚園から高校までの各級学校（中学・高校・小学校・幼稚園）、都立府中高校、都立農業高校への通学輸送が最大の役割であり、特に明星学苑に対しては朝夕の通学時間帯に急行便（途中停留所は通過）も運行される。
また、府中など京王線沿線地域と国分寺駅から西武線を介して小平や東村山方面など北多摩北部地域との南北往来をするのにも便利に使える路線である。

### 府中新町線
- 寺92：府中駅 - 学園通郵便局 - （東八道路） - 東元町 - 国分寺駅南口

- 府02：府中駅 - 学園通郵便局 - （東八道路） - 府中高校北 - 東芝前（北府中駅前）

府中駅と国分寺駅・東芝前（北府中駅）を東八道路経由で結ぶ路線。いずれも京王電鉄バスからの受託運行路線であったが、2021年11月16日より京王バスの自社路線になった。
いずれの系統も府中駅周辺での経路は後述の武71・武73系統（小金井線）と同様、府中駅行きは府中町二丁目回り、国分寺駅・東芝前行きは府中町一丁目・ルミエール府中回りで運行される。
寺92は1999年6月16日、東八道路の本格開業と合わせて開設された。国分寺駅から栄町交番北までは寺91と同経路で、その先は東八道路を走行して府中駅へ向かう。主力路線の寺91に比べて本数は少なく、終日毎時3本程度の運行である。
府02は2014年4月14日に開設された。府中駅から東八道路経由で東芝前まで向かう大回りな経路をとる。運行開始当初は日中毎時1本運行されていたが、2018年4月16日のダイヤ改正で平日・土休日とも1往復のみに減便され、さらに2021年3月1日のダイヤ改正では土曜1往復のみに減便された。2024年8月1日のダイヤ改正から府中駅行きが平日早朝、東芝前行きが全日夜の運行となった。

### 小金井線
- 武71：武蔵小金井駅南口 - 前原町 - 浅間町 - 一本木 - 府中駅
- 武73：武蔵小金井駅南口 - 前原町 - 浅間町 - 学園通郵便局 - 府中駅（平日のみ深夜バスあり）
- 武66：武蔵小金井駅南口 → 前原町 → 浅間町 → 学園通郵便局 → 明星学苑 → 東芝前（北府中駅前）

JR中央線武蔵小金井駅と府中駅を結ぶ路線。ほぼ全路線で小金井街道を直進する一本木経由便と、浅間町停留所から府中学園通郵便局・府中第三郵便局へ向かう学園通り経由便で構成され、東京農工大学、東京工学院専門学校への通学輸送、東京法務局府中支局、東京自治会館、府中の森公園などへのアクセスを担う。かつては米軍府中通信施設への通勤輸送の役割もあった。
学園通郵便局経由便の方が本数が多く、2路線合わせて日中は毎時約6 - 7分間隔という高頻度運行がなされる。日中は武73が毎時6本程度、武73が2本出たところに武71が差し込まれる形で毎時3本程度の運行、この間武73は12 - 13分間隔が開く。
府中駅周辺での経路は、府中駅行きは府中町二丁目回り、武蔵小金井駅行きは府中駅発車後、府中町一丁目・ルミエール府中回りで運行される。
武66は、土曜・日曜・祝日の夜間のみ運行。武73は、平日に深夜バスを運行している。
2009年3月19日、武蔵小金井駅南口バス乗り場の駅直結化に合わせ、日中時間帯に運行していた同駅北口発着の武72・武74の運行を廃止。すべて同駅南口発着の武71・武73に統合された。
2022年2月16日に、武71・武73系統の一部便が小金井支所に移管され、小金井支所との共同運行となった。なお、武66系統および武73系統の深夜バスは引き続き府中営業所が単独で運行している。
2024年8月1日のダイヤ改正で、武66の東芝前～府中営業所間が短縮され、東芝前止まりとなった。

### 国立 (東芝) 線
- 国01：国立駅 - 東芝前（北府中駅前）
- 国02：府中駅 - 府中営業所 - 東芝前（北府中駅前） - 国立駅
- 国03：府中駅 - 府中営業所 - 東芝前（北府中駅前） - 総合医療センター - 国立駅
- 府21：府中駅 - 府中営業所 - 東芝前（北府中駅前） - 総合医療センター

府中駅から府中街道を経由して総合医療センター・国立駅へ向かう路線。病院輸送をメインに、東芝府中事業所への通勤輸送も担う。
2007年10月16日より京王電鉄バスからの受託運行路線に変更された。その後、2021年11月16日より京王バスの自社路線となった。
国01は、国立駅と府中営業所との出入庫系統。停留所位置の関係で東芝前が始発・終着となる。国02は早朝・夜間のみ運行で、総合医療センター構内に乗り入れない。国03は早朝・夜間を除く運行で、1999年1月8日の府中病院構内乗り入れ開始により、国02から系統分離された。府21は、総合医療センターまでの区間便である。現在日中は国03と府21の交互運行となっている。
2024年8月1日のダイヤ改正で、国01の東芝前～府中営業所間が短縮され、東芝前止まりとなった。

#### 総合医療センター
- 東京都立多摩総合医療センター（旧：東京都立府中病院）と、東京都立小児総合医療センター、東京都立神経病院が併設されている。
- 京王バスの旅客案内（行先表示・車内放送）では、これらの総称として「総合医療センター・府中メディカルプラザ」と案内・表記される。
- 総合医療センター構内には広いロータリーが設置され、バス乗り場と冷暖房完備のバス待合所、タクシー乗り場、来院者用の一般車駐車場を備える。
- 京王バスの路線の結節点となっており、府中営業所の国03・府21、西国01、寺85、桜ヶ丘営業所の西府01（本数少）・永80、永81が乗り入れ、鉄道各駅とを結んでいる。
- 総合医療センターの一つ手前の、東京都立武蔵台学園（旧：東京都立武蔵台特別支援学校）最寄りの「武蔵台学園」停留所は、経由する全系統で総合医療センター方向は降車専用となり乗車できない。

### 谷保線
- 国17：府中駅 - 美好町 - 谷保天神 - 谷保駅 - 桐朋学園 - 国立駅

国立 (東芝) 線とは異なり、国道20号（甲州街道）・谷保駅を経由する。
京王線から一橋大学本部・国立キャンパス、都立国立高校、桐朋中学・高校、NHK学園への通学輸送を担う。平日・土休日の朝夕は毎時2本、土休日の日中は毎時1本の運行となっている。
2021年5月頃に、京王バス桜ヶ丘営業所に2台が貸出され、一部は桜ヶ丘営業所に正式に所属している車両でも運行されていた。同月末に貸出終了に伴い、当営業所に返却となった。

### 病院線
- 西国01：西国分寺駅 - 泉町三丁目 - 武蔵台学園 - 総合医療センター

多摩総合医療センター・小児総合医療センターと、最寄りのJR中央線・武蔵野線西国分寺駅を結ぶ（#総合医療センターも参照）。
片道所要時間わずか7分の短距離路線で、停留所は全部で上記の4つしかない。運行距離が短いことと乗降時間短縮のため、府中営業所の一般路線（コミュニティバス除く）では唯一となる均一運賃・前乗り中降り前払い制を採用しているのが特徴である。
ただし専用車両ではなく、他系統と共通の中乗り仕様の中型車（日野・レインボーII、三菱ふそう・エアロミディMK）の前扉に「入口」、中扉に「出口」のマグネットを貼って運用している。まれに大型車が代走する場合がある。かつては小型車の日産ディーゼル・RNが使用されていたが、車両代替で中型車に置き換えられた。
従来より高頻度運転が行われているが、2016年8月8日からは朝ラッシュ時の混雑緩和のため、平日7時30分 - 8時30分の時間帯でさらに増便した。
西国分寺駅の乗り場は南口ロータリーで、2箇所あるバス乗り場のうち、西国01・西府01（西府線、西府駅行き）は4番バス停を使用する。向かい側の停留所（番号なし）にはぶんバス日吉町ルートの乗り場があり、西国44・45系統（府中駅行き）もこちらを使用する。
「泉町三丁目」停留所は停留所位置の関係で総合医療センター方向のみ停車する。停留所位置はぶんバス日吉町ルートと同位置で、バス停ポールは京王バスとぶんバス専用の2本が設置されている。
2009年3月14日のJR南武線西府駅開業に伴い、翌3月15日に西府01が開業した（西府線、桜ヶ丘営業所が担当）。これは西国01を西府駅まで延伸する形で新設された派生路線である。また、京王バス桜ヶ丘営業所の新しい路線の永80が2022年4月1日に開業、永山駅 → 中河原駅 → 西府駅 → 総合医療センターの記載されたバス停のみ停車し、平日朝1本のみ運行となる。翌年の2023年4月3日に新しい路線の永81が開業、西国分寺駅 → 総合医療センター 西府駅 →  中河原駅 → 永山駅の順となり、西国分寺駅から西府駅までは西府01と同じ停留所に停車し、西府駅から永山駅までは永80と同様の路線となり、平日夕1本のみ運行となる。
西府線については「桜ヶ丘営業所#西府線」を参照

### 多喜窪線
- 寺85：総合医療センター - いずみプラザ前 - 国分寺駅南口 - 国分寺駅北口 - 喜平橋 - 小平団地
- 寺87：総合医療センター ← いずみプラザ前 ← 国分寺駅南口 ← 喜平橋 ← 小平団地
- 寺86：国分寺駅北口 - 喜平橋 - 小平団地
- 寺83：国分寺駅南口 - いずみプラザ前 - 東芝前（北府中駅前）

日本住宅公団（現：都市再生機構）小平団地と、国分寺駅南口・多摩総合医療センターを結ぶ路線（#総合医療センターも参照）。
小金井営業所の下之原線（武41、武蔵小金井駅北口 - 小平団地）・立川バスの大沼団地線とともに、国分寺市本多、小平市上水南町・喜平町の地域輸送、関東管区警察学校、東京学芸大学、文化学園大学、早実への通学輸送、情報通信研究機構本部（旧・郵政省通信総合研究所）への通勤輸送、小平団地から多摩総合医療センターへの病院輸送などを担う。
かつては桜ヶ丘営業所所管で、小平団地 - 国分寺駅南口 - 病院前（現：武蔵台学園） - 国立駅の国50系統として運行されていた。都立府中病院（現：多摩総合医療センター）乗り入れ開始後に路線再編された。
寺85・寺86・寺87は、小平団地 - 本多五丁目間が下之原線と重複する。下之原線とは異なり主に中型車が使用されるが、まれに大型車が使用される場合もある。2020年（令和2年）12月23日、国分寺駅北口交通広場開放に伴い、寺85・寺86の国分寺駅北口への乗り入れを開始した。
寺83は国分寺駅発着路線の出入庫系統。国分寺駅行きは早朝3本のみ、東芝前行きは夜1本のみ。
2024年8月1日のダイヤ改正で、国分寺駅北口を経由しない寺87が新設されたほか、寺83の東芝前～府中営業所間が短縮され東芝前止まりとなった。

### 七小循環線
- 府46：府中駅 → インテリジェントパーク → 東芝南門 → 西原町一丁目 → 第七小学校入口 → 本宿小学校 → 東芝南門 → インテリジェントパーク → 府中駅
- 府46：府中駅 → インテリジェントパーク → 東芝南門（平日朝1本のみ運行）
- 府46：府中駅 → インテリジェントパーク → 東芝南門 → 西原町一丁目 → 第七小学校入口 → 富士見公園前（夜間のみ運行）
- 府42：府中駅 → インテリジェントパーク → 東芝南門 → 西原町一丁目 → 第七小学校入口 → 美好町 → 府中駅（土休日朝1本のみ運行）
- 府42：横街道 → 第七小学校入口 → 美好町 → 府中駅（平日朝1本のみ運行）

府中市内の再開発地区である府中インテリジェントパークと府中駅を結ぶ循環路線。経路こそ異なるものの、ちゅうバス北山町循環と同様に府中駅から北上し、東芝南門停留所、府中市立本宿小学校、府中市立府中第七小学校付近を経由して、西原町地区を循環するラケット型循環路線となっている（ちゅうバス北山町循環は隣町の北山町地区を循環する）。日中は府46・西国45を合わせて毎時4本程度運行され、インテリジェントパークに入居する日本銀行府中分館、三井住友信託銀行証券代行部などの企業や東芝府中への通勤輸送がメインである。
旅客案内上は「府中インテリジェントパーク経由・第七小学校循環」であるが、長いため方向幕では「インテリ経由・七小循環」「インテリ・七小循環」などと省略される。また府中インテリジェントパークの停留所名についても、路線図では「府中インテリジェントパーク」、バス停ポールの表記や車内放送では「府中インテリジェントパークJタワー前」、側面方向幕では「IPJタワー」と、表記ゆれが激しい。
かつては美好町経由の府41が主体で、府中インテリジェントパーク方面は朝は府42、夕方は府42の逆回りの府45系統を運行していた。2001年3月の京王線の準特急運行開始を契機に、府中インテリジェントパーク付近での需要増加と、甲州街道の混雑による遅延回避のため、府46の運行が開始された。その後はダイヤ改正のたびに府46にシフトするようになり、現在は府46を主体として府42は免許維持のようなダイヤになっている。府42の横街道（旧「JAマインズ北山支店」停留所）始発が平日早朝のみ1本ある他、2016年（平成28年）4月1日付で府46の区間便の東芝南門止まりが新設された。
2020年3月23日付で七小循環線のダイヤの一部を置き換え、七小西国分寺線（西国44・45）を開設（後述）。これにより七小循環線は大幅な減便となり、平日朝夕を除き毎時2本程度の運行となった。また、ちゅうバス北山町循環と共通の「JAマインズ北山支店前」の停留所名が「横街道」へ変更された。JAマインズ北山支店は2015年3月13日に閉店し西府支店へ統合されたが、その後も停留所名に残っていたため変更されたものである。
従来は深夜バスを運行していたが、新型コロナウイルス感染症の流行による2020年4月7日の緊急事態宣言発令に伴い深夜バスは運休となった。またこの際に夜間の運行時間帯も繰り上げられ、土休日ダイヤの22時台の便は富士見公園前止まりに変更された。その後同年6月1日付ダイヤ改正により深夜バスは正式に廃止された。その後更に終バスが繰り上げられ富士見公園前止まりが平日は19時台以降も運行され土休日ダイヤは21時台のみに改正された。
2024年8月1日のダイヤ改正で平日ダイヤでは富士見公園止まりが府中駅発22時00分のみになり夕方は減便されたが終バスはわずかながら繰り下がったが2024年12月16日のダイヤ改正で再度21時40分に繰り上げられた。
府中市立府中第七小学校付近の道路が狭いため、原則として中型車が使用されるが、大型車が充当されることもある。

### 七小西国分寺線
- 西国44：府中駅 → インテリジェントパーク → 東芝南門 → 西原町南 → 西原町北 → 武蔵台学園 → 西国分寺駅（平日朝、西国分寺駅方面のみ運行）
- 西国45：府中駅 → インテリジェントパーク → 東芝南門 → 本宿小学校 → 第七小学校入口 → せせらぎ公園 → 武蔵台学園 → 西国分寺駅
- 西国45：西国分寺駅 → 武蔵台学園 → 武蔵台文化センター → 横街道 → 第七小学校入口 → 本宿小学校 → 東芝南門 → インテリジェントパーク → 府中駅

七小循環線のダイヤの一部を置き換える形で2020年3月23日より運行を開始した。鉄道では途中2回の乗り換えと分倍河原駅での他社連絡が必要な府中駅と西国分寺駅の間を直結する。運行時間帯は6時台（土休日は7時台）から21時台までで、毎時2 - 3本が設定されている。
西国44は、平日朝に西国分寺駅方面にのみ運行される路線で、本宿小学校から新府中街道を経由する。
西国45は西国分寺駅方面と府中駅方面では走行経路が一部異なり、西国分寺駅方面は富士見公園から府中七小通りを直進してせせらぎ公園を、府中駅方面は府中街道バイパス上の武蔵台文化センター西を経由する。大体は桜ヶ丘営業所の西府01と富士見公園前から西国分寺駅まで同じ経路を走行するが、桜ヶ丘営業所の西府01とは異なり総合医療センターには乗り入れない。
七小循環線と同様、第七小学校付近の道路が狭いため、原則として中型車が使用されるが、大型車が充当されることもある。

### 試験場線
- 武84：武蔵小金井駅南口 - 貫井坂下 - 多磨霊園裏門 - 試験場正門 - 多磨町
- 武85：武蔵小金井駅南口 - 貫井坂下 - 多磨霊園裏門 - 試験場正門 - 多磨町 - 試験場正門 - 多磨霊園表門 - 多磨霊園駅
- 武94：武蔵小金井駅南口 - 前原坂 - 多磨霊園裏門 - 試験場正門 - 多磨町
- 武95：武蔵小金井駅南口 - 前原坂 - 多磨霊園裏門 - 試験場正門 - 多磨町 - 試験場正門 - 多磨霊園表門 - 多磨霊園駅
- 磨01：多磨町 - 試験場正門 - 多磨霊園表門 - 多磨霊園駅
- 磨02：多磨霊園表門 - 多磨霊園駅（彼岸シーズンのみ運行）

（いずれも小金井支所と共同運行）

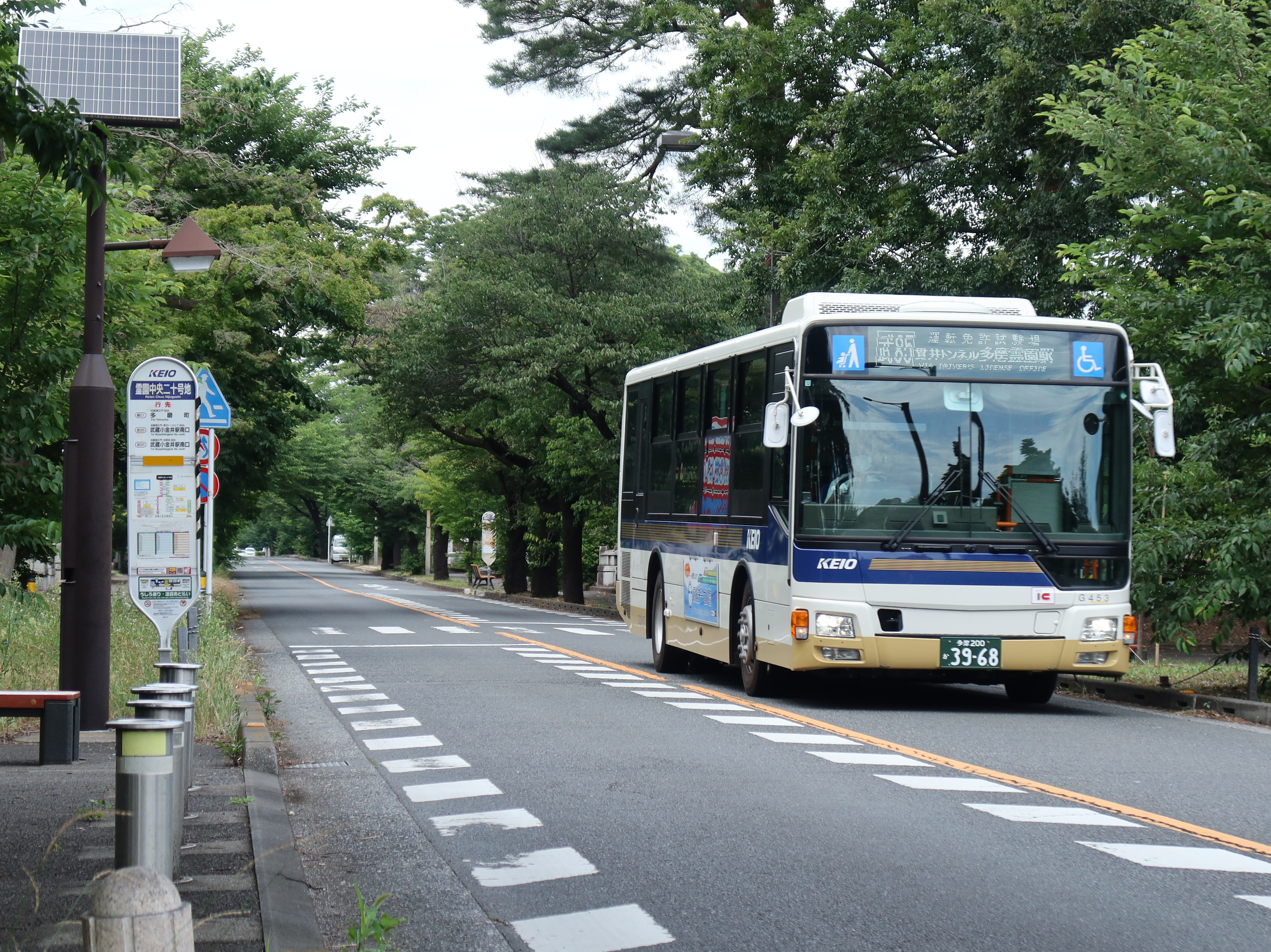
霊園中央二十号地バス停付近

武蔵小金井駅と多磨霊園駅を、府中運転免許試験場・都立多磨霊園を経由して結ぶ路線。調布営業所の大沢線、小田急バスの境96系統と共に府中試験場を訪れる都民に利用される。
小金井リハビリテーション病院 - 多磨霊園表門間は多磨霊園の敷地内を走行する。また、多磨霊園の敷地内にも「霊園中央二十号地」停留所及び「霊園南七号地」停留所が所在する。
多磨町停留所は折返場になっており、ちゅうバス多磨町ルートと停留所を共用している。武蔵小金井駅南口 - 多磨霊園裏門の間の経路がループ状になっているため、方向・時間帯により系統番号が変わる。時間帯により多磨町までの区間便が存在する。
武84・85は、多磨霊園駅方向は13時台から終車まで、武蔵小金井駅方向は始発から11時台まで運行。武94・95は、多磨霊園駅方向は始発から12時台まで、武蔵小金井駅方向は12時台から終車まで運行。
磨01は区間便で、朝のみ運行。磨02は、彼岸シーズンのみ運行される区間便である。
2011年4月1日、武蔵小金井駅南口の工事完了とバスロータリー完成に合わせ、北口発着の武82・武83を廃止し、南口発着の武84・武85および武94・武95に変更した。
2019年5月16日に一部便が小金井営業所から移管され、小金井営業所との共同運行となった。
2022年2月16日に京王バス府中営業所小金井支所が創設されたことから、共同運行先が府中営業所小金井支所に変更された。

### 郷土の森線
- 府52：府中駅 - 府中市役所 - 本町二丁目（府中本町駅入口） - 分倍河原駅 - 郷土の森正門前 - 郷土の森総合体育館（旧・健康センター）
- 分52：分倍河原駅 - 郷土の森正門前 - 郷土の森総合体育館（旧・健康センター）

分倍河原駅・府中駅と郷土の森総合体育館を結ぶ路線。府中市郷土の森公園と園内にある府中市郷土の森博物館へのアクセス路線である。郷土の森方面への一部経路はちゅうバス 南町・四谷循環と重複しており、分倍河原駅ロータリーのバス停留所を共有している。郷土の森で梅まつりやあじさいまつりが開催される際には増発便が運行される事があり、行先表示器のLEDに梅や紫陽花のイラストが表示される場合もある。
府52は、土休日3往復のみの運行。分52の出入庫を兼ねている。また、府中駅 - 分倍河原駅間の一部経路もちゅうバス 南町・四谷循環と重複している。

### 稲城線
- 府61：府中駅 → 府中市役所 → 競馬場前 → 是政 → 稲城市立病院
- 府61：稲城市立病院 → 南多摩駅 → 是政 → 競馬場前 → 府中市役所 → 府中駅

府61は、京王バスでは唯一是政橋を渡る系統である。是政駅前には乗り入れず、駅付近の府中街道沿いにある「是政」停留所から多摩川を越えて稲城市へ乗り入れる。稲城市立病院行は「南多摩駅」停留所には停車せず、「是政」停留所発車後終点まで停車しない。
2008年までは平日・土休日問わず日中のみ毎時1本のみ運行されていたが、その後のダイヤ改正で平日3本のみに減便。さらに2018年4月16日のダイヤ改正で平日1日1本のみとなった。

### 東府中線
- 府75：東府中駅 - 浅間町三丁目 - 貫井坂下 - 武蔵小金井駅南口
- 府75：浅間町三丁目 → 貫井坂下 → 武蔵小金井駅南口（出庫便）
- 府75：貫井トンネル下 → 浅間町三丁目 → 東府中駅（出庫便）

武蔵小金井駅と東府中駅を、新小金井街道経由で結ぶ路線。
2011年4月1日、武蔵小金井駅南口の工事完了とバスロータリー完成に合わせ、北口発着から南口発着に変更。
2018年4月16日のダイヤ改正で、小金井営業所へ移管されていた府75系統が再移管され、府中営業所の担当となった。その後、2022年2月16日に一部便が小金井支所に移管され、小金井支所との共同運行となっている。
小金井営業所時代は入出庫便として貫井トンネル下発着が各1本あったが、再移管により浅間町三丁目発着に変更された。その後、2022年12月1日のダイヤ改正で貫井トンネル下発着の出入庫便が復活したが、入庫便は2024年4月の改正で再び浅間町三丁目止まりに変更され、2024年8月1日の改正では入庫便の設定が消滅した。

### 出入庫路線
- 府01：府中駅 → （直行） → 府中営業所
- 府01：府中営業所 → 市民球場前 → 寿町一丁目 → 府中駅

府中駅発着路線の出入庫系統で、路線図には掲載されていない。府中営業所行きのみ直行便として運行される。
かつては府中営業所行きも途中停留所に停車していたが、利用者が少ないため営業所への直行便となり、誤乗車防止のため行先表示に「府中営業所（直行）」と表示するようになった。入庫便に関しては北府中駅南と副名称がついている。
下りは9時台から一時間に2 - 3本間隔で運行され、上りは随時運行される。

### コミュニティバス
以下の2市のコミュニティバスを運行受託している。路線の詳細や車両などについては、各コミュニティバスの記事を参照のこと。
- 小金井市コミュニティバス「CoCoバス」
- 府中市コミュニティバス「ちゅうバス」

### 空港連絡バス
- 小金井羽田線：羽田空港 - 調布駅 - 武蔵小金井駅南口（調布営業所と共管、東京空港交通羽田運行事業所と共同運行）
- 国分寺羽田線：羽田空港 - 府中駅 - 国分寺駅南口 - 西国分寺駅東（同上）
- 調布成田線：成田空港 - 調布駅 - 府中駅 - 西国分寺駅東（同上）

西国分寺駅周辺再開発事業により設置された「西国分寺駅東側交通広場」には、従来からWILLER EXPRESSの高速バスが発着していたが、京王バスの「西国分寺駅東」バス停留所が新設され、2018年10月1日、より羽田空港連絡バスの乗り入れが開始された。なお同年12月1日からはぶんバス 北町ルートが「西国分寺駅東」停留所発着に変更されている。
2019年7月12日より、調布成田線の往復8便（一部は若葉台駅・稲城駅発着）のうち、京王担当便の一部便が西国分寺駅東・府中駅発着となった。成田空港行きの8103便・8111便、成田空港発の8106便・8114便が西国分寺駅東・府中駅発着に変更。: 

### 高速バス
- 富士五湖線・富士山五合目線：バスタ新宿 - 中央道日野 - 富士急ハイランド - 河口湖駅 （- （無停車） - 富士山五合目）（永福町営業所・南大沢営業所と共管、富士急行→富士急バス・フジエクスプレスと共同運行）

## 移管路線

### 中大循環線
- 武31：武蔵小金井駅北口 → 京王ストア（先回り） → 中大付属高校（中大循環） → 武蔵小金井駅北口
- 武31：武蔵小金井駅北口 → 中大付属高校（中大循環） → 京王ストア（後回り） → 本町二丁目 → 武蔵小金井駅北口
- 武31：（朝のみ／本数少）プール前 → 中大付属高校（中大循環） → 京王ストア（後回り） → 本町2 → 武蔵小金井駅北口
- 武31：（夜間のみ／本数少）武蔵小金井駅北口 → 京王ストア → 中大付属高校（止まり）

京王バス小金井・小金井営業所（現 京王電鉄バス小金井営業所）へ移管された。

### 下之原線
- 武41：武蔵小金井駅北口 - 学芸大正門 - 本多五丁目 - 喜平橋 - 小平団地（深夜バスあり）

京王バス小金井・小金井営業所（現 京王電鉄バス小金井営業所）へ移管された。

### 西之久保循環線
- 武51：武蔵小金井駅南口 - 前原町 - 貫井南町一丁目 - 東京経済大学前 - 武蔵小金井駅南口

2018年4月16日付ダイヤ改正で、京王バス小金井・小金井営業所（現 京王電鉄バス小金井営業所）へ移管。現在は府中営業所小金井支所が担当している。

### 関野橋線
- 武02：本町五丁目 - 武蔵小金井駅北口 - 関野橋 - 東小金井駅
- 東01：東小金井駅 - 法政大学 - 関野橋 - 東小金井駅（関野橋循環）

2018年4月16日付ダイヤ改正で、京王バス小金井・小金井営業所（現 京王電鉄バス小金井営業所）へ移管。

### 井口線
- 境81：武蔵小金井駅南口 - 新小金井駅 - 武蔵境駅南口

2018年4月16日付ダイヤ改正で、京王バス小金井・小金井営業所（現 京王電鉄バス小金井営業所）へ移管。現在は府中営業所小金井支所が担当している。

### 四谷線
- 中02：中河原駅 - 四谷新道 - 稲荷神社 - 四谷六丁目 - 都営泉二丁目
- 中03：中河原駅 - NEC正門 - 四谷六丁目 - 都営泉二丁目
- 桜08：聖蹟桜ヶ丘駅 ← 中河原駅 ← 四谷新道 ← 稲荷神社 ← 四谷六丁目 ← 都営泉二丁目

2018年4月16日のダイヤ改正で、京王電鉄バス桜ヶ丘営業所へ再移管（現在は京王バス桜ヶ丘営業所が担当）。

### 府中四谷橋線
- 国18：国立駅 - 桐朋学園 - 谷保駅 - 谷保天神 - 府中西高校入口 - 日新町二丁目 - 稲荷神社 - 府中四谷橋北 - 一の宮ストア - 聖蹟桜ヶ丘駅
- 桜19：聖蹟桜ヶ丘駅 - 一の宮ストア - 府中四谷橋北 - デュオヒルズ前 - 三屋 - 都営泉二丁目

2018年4月16日のダイヤ改正で、京王電鉄バス桜ヶ丘営業所へ再移管（桜19は府中営業所時代に新設されたので移管）。なお、現在は京王バス桜ヶ丘営業所が担当している。

### 西府線
- 西府01：西府駅 - 総合医療センター - 西国分寺駅

2018年4月16日のダイヤ改正で、京王電鉄バス桜ヶ丘営業所へ再移管（現在は京王バス桜ヶ丘営業所が担当）。

### 大沢線
- 武91：武蔵小金井駅南口 - 前原坂 - 多磨霊園裏門 - 試験場正門 - 調布駅北口
- 武93：武蔵小金井駅南口 → 貫井南町一丁目 → 試験場正門 → 調布駅北口（平日夜間、調布駅方向2本のみ）

2020年11月16日のダイヤ改正で、調布営業所へ移管。

## 廃止・撤退路線

### 押立町線

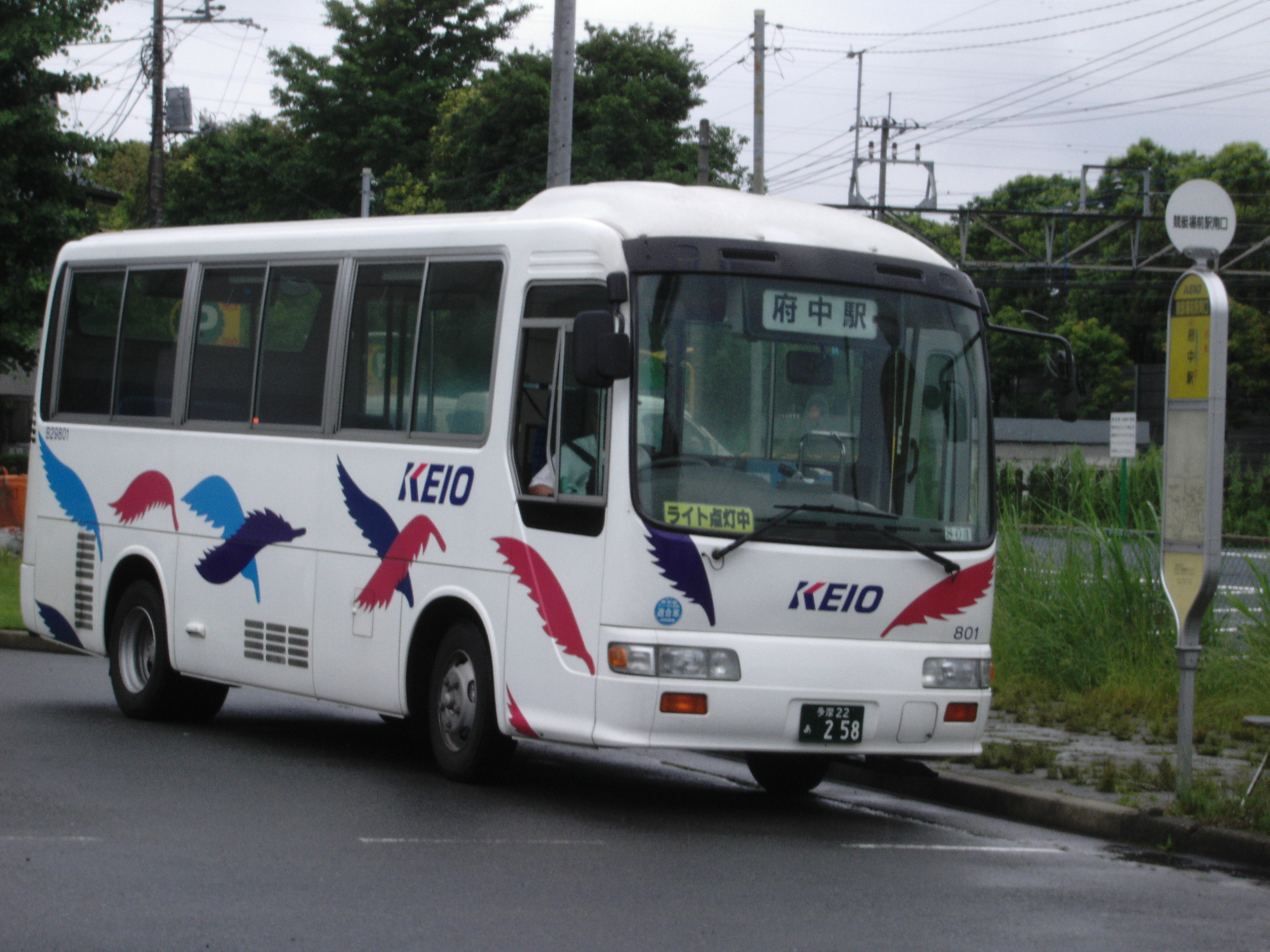
府31系統の日野・リエッセ　B29801　競艇場前駅南口
府中市からの寄贈車両
トップドア・車椅子リフト無し

- 府31：府中駅 - 東府中駅 - 白糸台一丁目 - 武蔵野台駅南口 - 車返団地 - 押立町三丁目 - 競艇場前駅南口

1997年、府中市役所が旧京王帝都電鉄にミニバス（日野・リエッセ）2台を寄贈の上で設定された、コミュニティバス的性格の強い路線。府中駅 - 車返団地止まりの区間便も存在した。
2008年3月25日、ちゅうバス押立町・朝日町循環に再編の上で廃止。

### 立川線
- 立61：立川駅北口 - 日野橋交差点 - 矢川駅
- 立62：立川駅北口 - 日野橋交差点 - 矢川駅入口 - 谷保天神 - 西府橋 - 府中駅

東京都営との共同運行だった302系統（新宿駅 - 八王子駅）の廃止に伴う代替として、1972年5月1日付で新設。2006年1月29日限りで廃止。

### 東府中線（一部系統・区間の廃止）
- 府32：府中駅前 - 東府中駅前 - 浅間町三丁目 - 貫井坂下 - 武蔵小金井駅北口

2009年3月19日、府75に統合されて廃止。
- 府75：武蔵小金井駅北口 - 貫井坂下 - 浅間町三丁目 - 東府中駅

府75・武91は、2011年4月1日の武蔵小金井駅南口ロータリーの完成により、武蔵小金井駅南口発着に変更された。系統番号は存続。

### 小金井線（一部系統の廃止）
- 武72：武蔵小金井駅北口 - 一本木 - 府中駅
- 武74：武蔵小金井駅北口 - 学園通郵便局 - 府中駅

武72・武74は、2009年3月19日、武蔵小金井駅南口バス乗り場の駅直結化により、武71・武73に統合されて廃止。武72・武74は、府中駅発10時27分 - 14時27分と、武蔵小金井駅発11時 - 15時のみ運行していた。
- 武61：武蔵小金井駅南口 - 前原町 - 浅間町 - 明星学苑 - 国分寺駅南口

### 大沢線（一部系統の廃止）
- 武91：多磨霊園裏門 - 試験場正門 - 調布駅北口

武91の出入庫便。武91の調布営業所への移管に伴い、2020年11月15日限りで廃止。
- 武91：武蔵小金井駅北口 - 前原坂 - 試験場正門 - 調布駅北口

府75・武91は、2011年4月1日の武蔵小金井駅南口ロータリーの完成により、武蔵小金井駅南口発着に変更された。系統番号は存続。
- 武92：武蔵小金井駅北口 - 貫井南町一丁目 - 試験場正門 - 調布駅北口

武92は2009年3月19日、武蔵小金井駅南口バス乗り場の駅直結化により、武93と差し替える形で廃止。
- 武56：武蔵小金井駅南口 → 貫井南町一丁目

武56は、2023年11月16日に小金井支所管轄として復活しているが、貫井南町一丁目までの区間便は、2020年11月15日限りで廃止されて以来復活していない。

### 試験場線（一部系統の廃止）
- 武82：武蔵小金井駅北口 - 貫井坂下 - 試験場正門 - 多磨町
- 武83：武蔵小金井駅北口 - 貫井坂下 - 試験場正門 - 多磨町 - 多磨霊園駅

武82・武83は、2011年4月1日の武蔵小金井駅南口ロータリーの完成により、発着場所が変更されたため廃止。

### 西之久保循環線（一部系統の廃止）
- 武51：新町二丁目北 → 貫井南町一丁目 → 貫井南町四丁目 → 武蔵小金井駅南口

武51の出庫便。京王バス小金井への移管に伴い2018年4月15日限りで廃止。平日早朝2本、土休日早朝1本のみの運行であった。これにより、新町二丁目北 - 貫井南町一丁目間はバスの運行が無くなった。

### 郷土の森線（一部系統の廃止）
- 府51：府中駅 - 東京競馬場 - 健康センター

### 稲城線（一部系統の廃止）
- 府61：府中駅 - 是政 - 稲城団地

### 関野橋線（一部系統の廃止）
- 東11：東小金井駅 - 関野橋
- 武01：武蔵小金井駅北口 - 東小金井駅
- 武01：関野橋 - 武蔵小金井駅北口 - 本町二丁目

### 多喜窪線（一部系統の廃止）
- 寺81：国分寺駅南口 - 泉町交差点 - 国分寺市役所
- 寺82：国分寺駅南口 - 泉町交差点 - 国立駅
- 寺84：国分寺駅南口 - 泉町交差点 - 府中病院 - 国立駅

寺83系統の総合医療センターから先、国立（東芝）線と同じルートで国立駅まで運転されていた路線。総合医療センター構内への乗り入れ開始に伴い再編が行われ廃止された。
- 寺86：国分寺駅南口 - 喜平橋 - 小平団地

寺86は2020年12月23日、国分寺駅北口交通広場開放に伴い、国分寺駅北口発着に変更された。

### 谷保線（一部系統の廃止・撤退）
- 国12：国立駅 - 谷保駅（立川バス国立営業所と共同運行）
- 国立駅 - 国立市役所
- 国立駅 - 国立市役所入口 - 国立プール

国17系統および府中四谷橋線の区間便。立川バス主導で共同運行が行われていた。現在は立川バスが単独で運行する。

### 七小循環線（一部系統の廃止）
- 府41：府中駅 → 美好町 → 本宿小学校 → 西原町一丁目 → 第七小学校 → 美好町 → 府中駅
- 府41：府中駅 → 美好町 → 本宿小学校 → 西原町一丁目 → 第七小学校 → 富士見公園
- 府45：府中駅 → 美好町 → 本宿小学校 → 西原町一丁目 → 第七小学校 → 本宿小学校 → 東芝南門 → インテリジェントパーク → 府中駅

## 特定輸送
明治大学付属明治高等学校・中学校の通学用スクールバスを受託しており、学校と調布駅南口・矢野口駅南口、飛田給駅北口、三鷹駅北口を結んでいる。調布営業所との共管。専用の特定車として、明大明治専用カラーの三菱ふそうエアロスター(MP35)が在籍する。

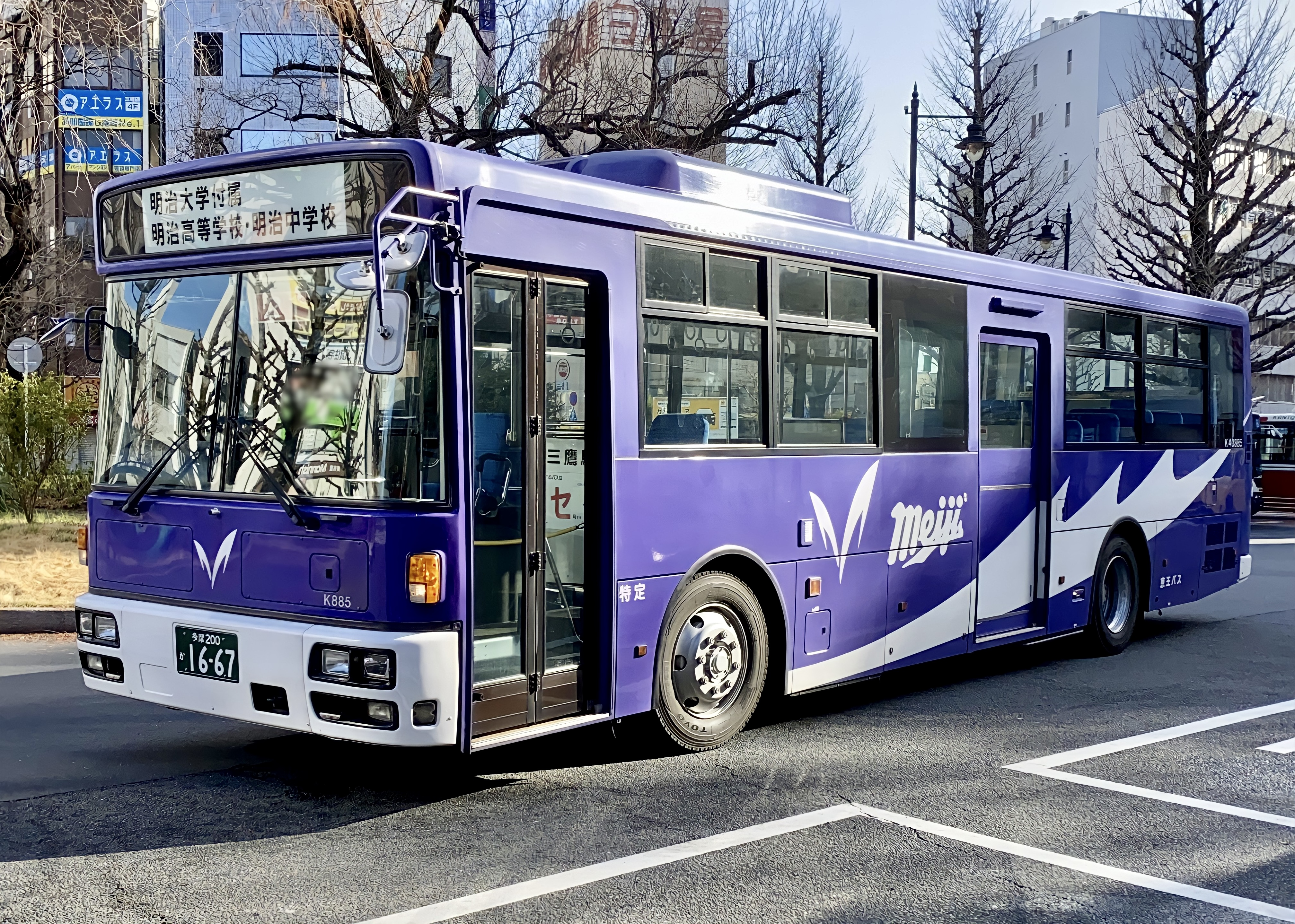
京王バスが運行するスクールバス(フロント&公式側) ※除籍済
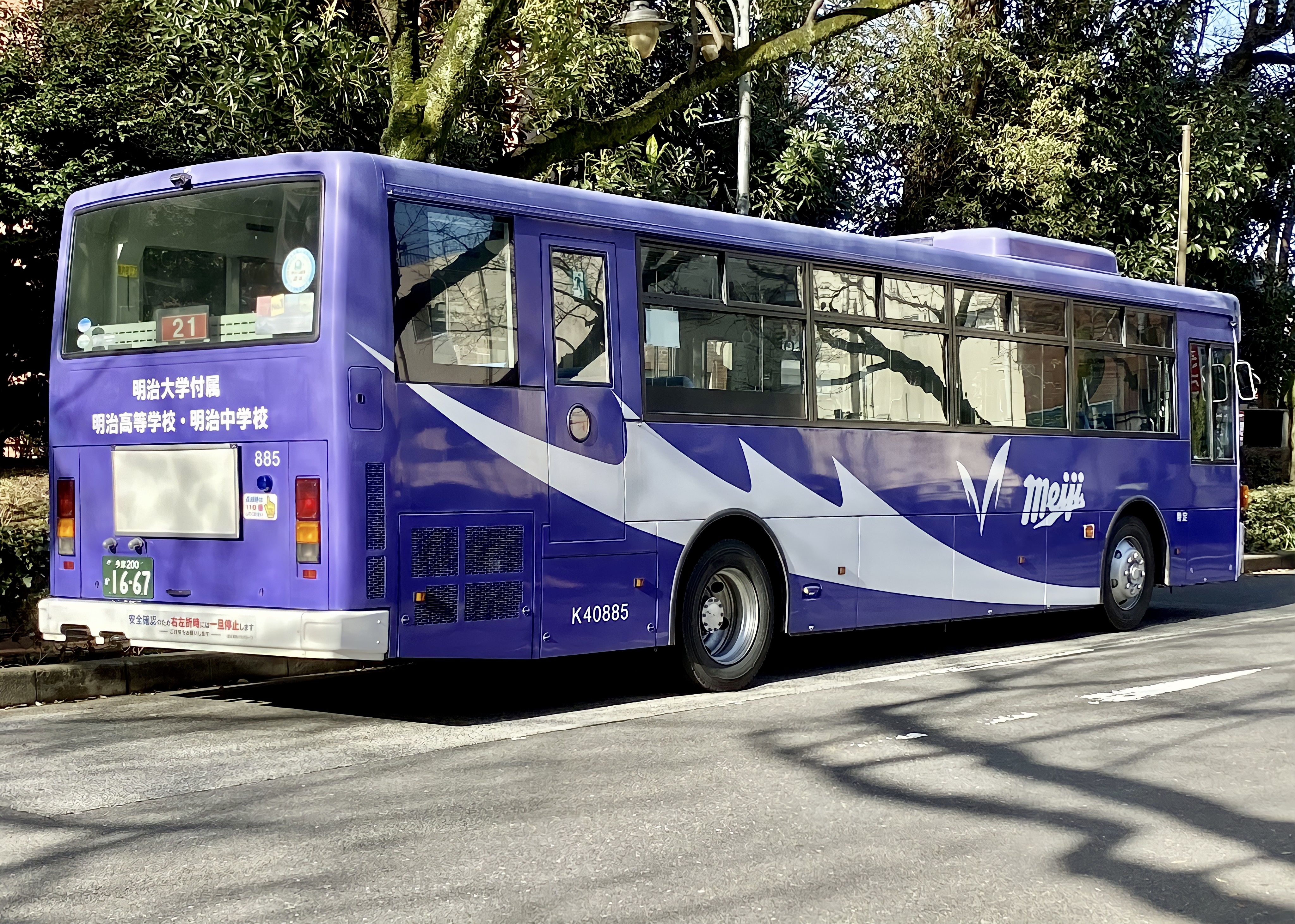
京王バスが運行するスクールバス(リア&非公式側) ※除籍済

## 車両
いすゞ自動車・日野自動車・三菱ふそう・日産ディーゼル（現：UDトラックス）の国産4メーカーの車両が在籍する。
かつては府中営業所ではいすゞ車を導入していた。1994年まではいすゞ・キュービックを毎年導入しており、車体はアイ・ケイ・コーチ製のいすゞ純正ボディ、富士重工製の5E・7Eで導入され、いすゞNAVi5搭載の機械式AT車、長尺3扉車も在籍していた。
1995年より全社的にバリアフリー推進のため、中型長尺車の日産ディーゼル・JP（車椅子スロープ付きワンステップバス）の大量導入が開始され、府中営業所にも配置された。車体は西日本車体工業製、富士重工製で導入されたが、府中営業所では富士重工8Eで導入開始している。1999年から2005年までは、中型長尺ノンステップバスが毎年継続して導入された。
大型ノンステップバスは、1998年に日産ディーゼル・UAが導入されたがしばらく中止し、2006年にブルーリボンII、2007年にはスペースランナーRA（尿素SCRシステム搭載車）、2012年にはエアロスターが導入された。2014年以降いすゞ車の配置が復活し、エルガハイブリッドも導入されている。基幹路線である国分寺線（寺91）では、混雑対策としてラッシュ型（座席削減型）ノンステップバスを多く投入していたが最近は新車、古参関係なく運用されている。
小型車では、1996年、1997年に日産ディーゼル・RNが導入されたが、2009年より導入された中型車の日野・レインボーIIに代替され、すでに除籍されている。また1998年に府中市から2台寄贈され、府31系統で使用された日野・リエッセのトップドア車（ミニバスカラー）が在籍していたが、2008年の府31廃止とちゅうバス朝日町・押立町ルートへの再編とともに、ちゅうバス専用のリエッセに代替され除籍された。また2003年には三菱ふそう・エアロミディMEのCNG車が1台導入されたが、永福町営業所へ転属後に除籍されている。
府中営業所管内では、2003年にCoCoバス・ぶんバス・ちゅうバスとコミュニティバスが相次いで開業し、専用小型車としてリエッセが大量導入された。コミュニティバス用のリエッセはCNG車の比率が高かったが、府中営業所には永福町営業所のようなエコ・ステーションの設置がなく、車庫内に専用CNG充填設備を持たないため、近隣の府中街道沿いのミツウロコ府中オートガススタンドでCNG燃料の充填を行っていた。2012年よりポンチョ（2代目ロングボディ）の導入が開始され、CoCoバスでは2015年、ちゅうバス・ぶんバスでは2019年にリエッセCNG車が代替された。永福町営業所ではすでにCNG車は全廃しているため、これにより京王バスグループ全体でもCNG車が消滅した。その後、ディーゼル車のリエッセも2021年に全廃した。
2021年5月、府中営業所の日産ディーゼル・UAのB40527と日野・レインボーのB21031が乗務員不足のため、近隣の桜ヶ丘営業所に貸出された。その後、同月末に返却されている。
2023年10月〜11月にかけてB40552,B40553,B40559,B40560が除籍され、中型長尺車の配置が無くなった。

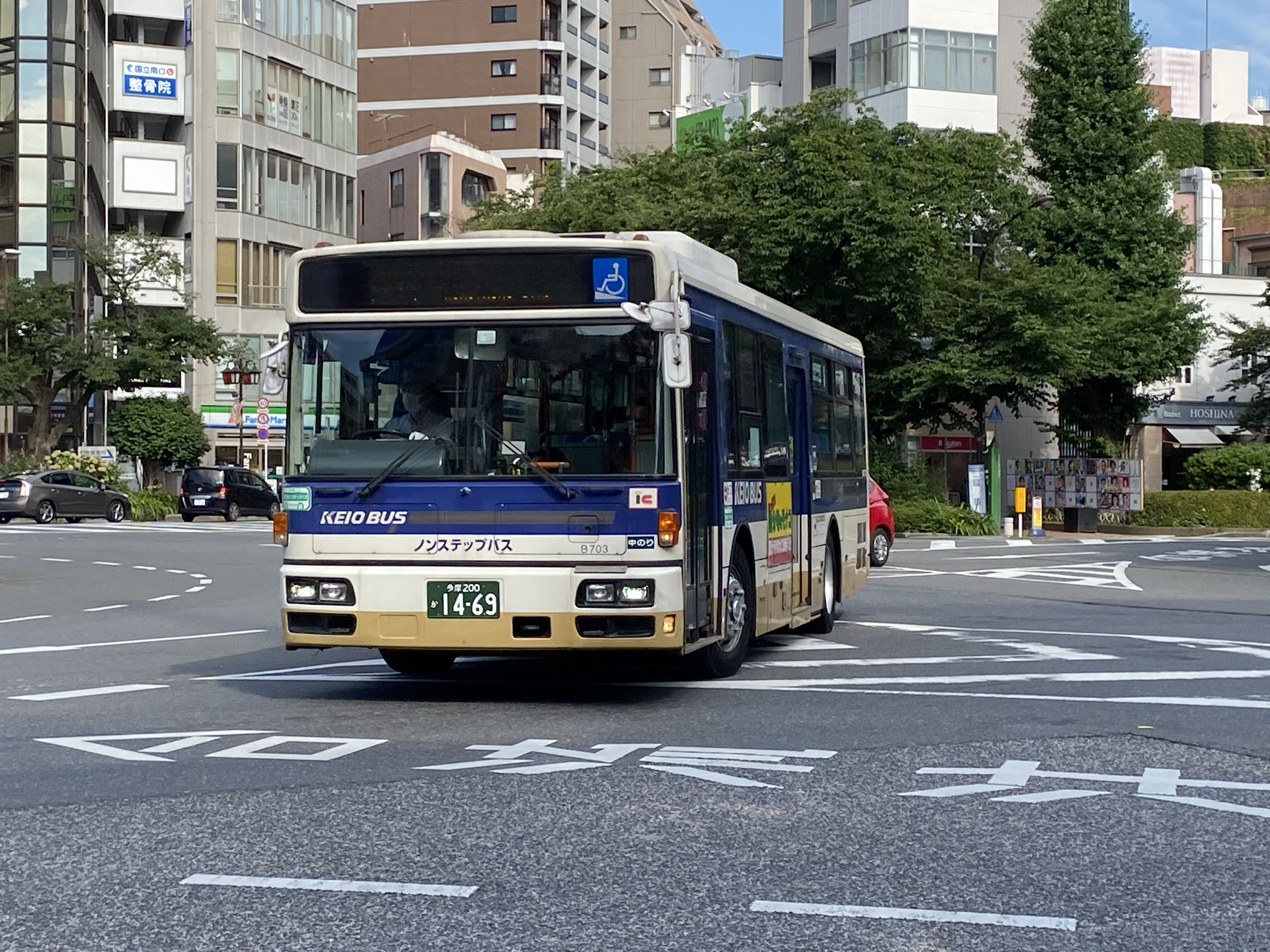
府中営業所所属車両
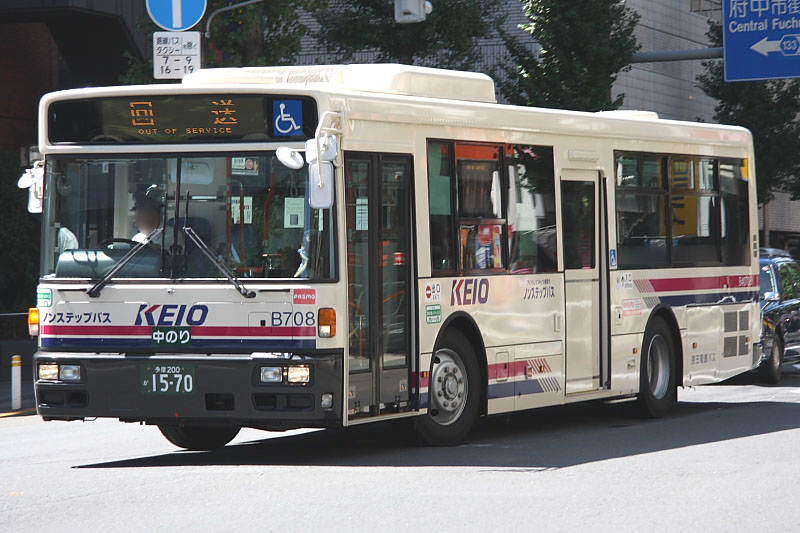
府中営業所所属車両（京王電鉄バス時代に導入された車両）
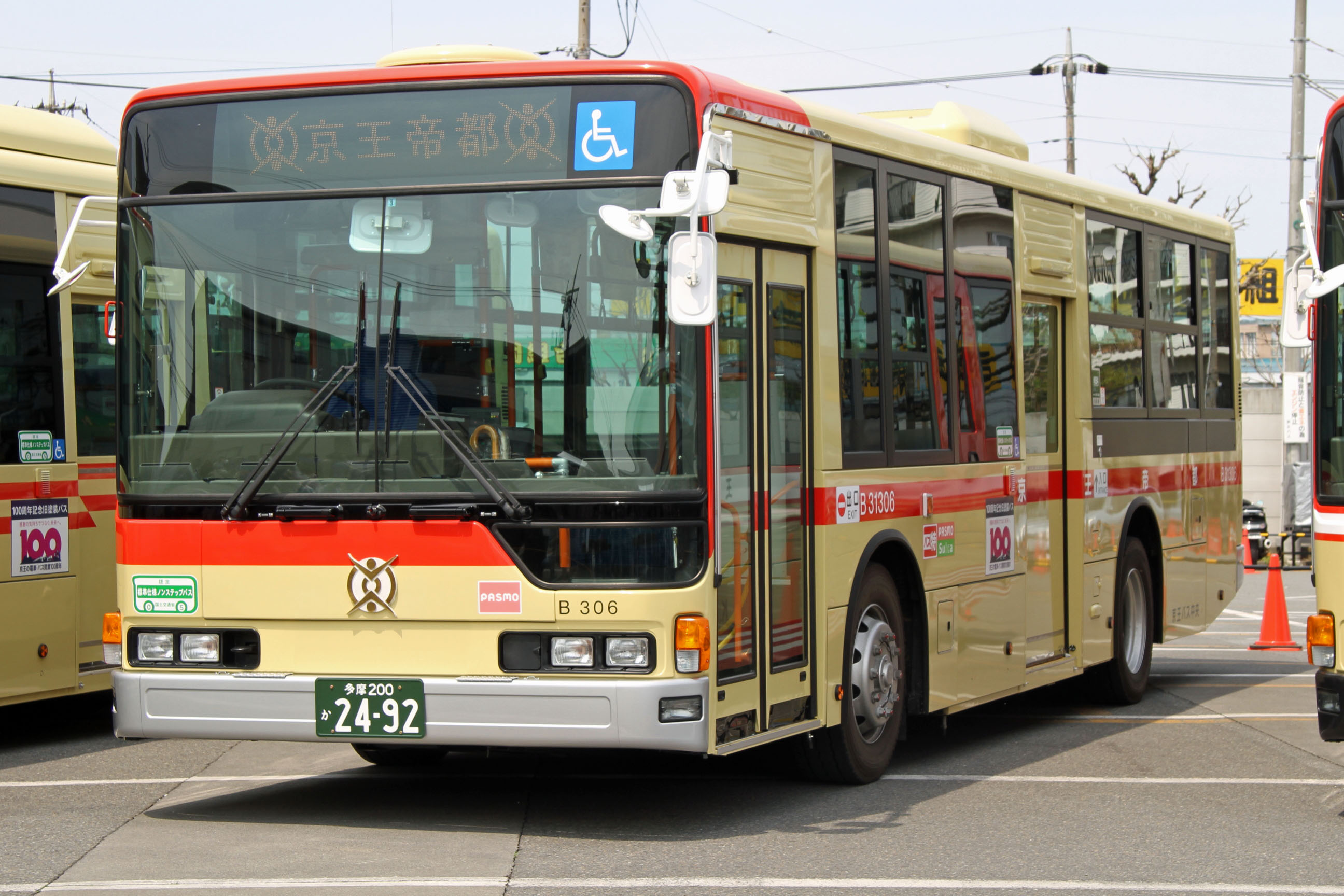
府中営業所所属車両 （旧塗装復刻車両）
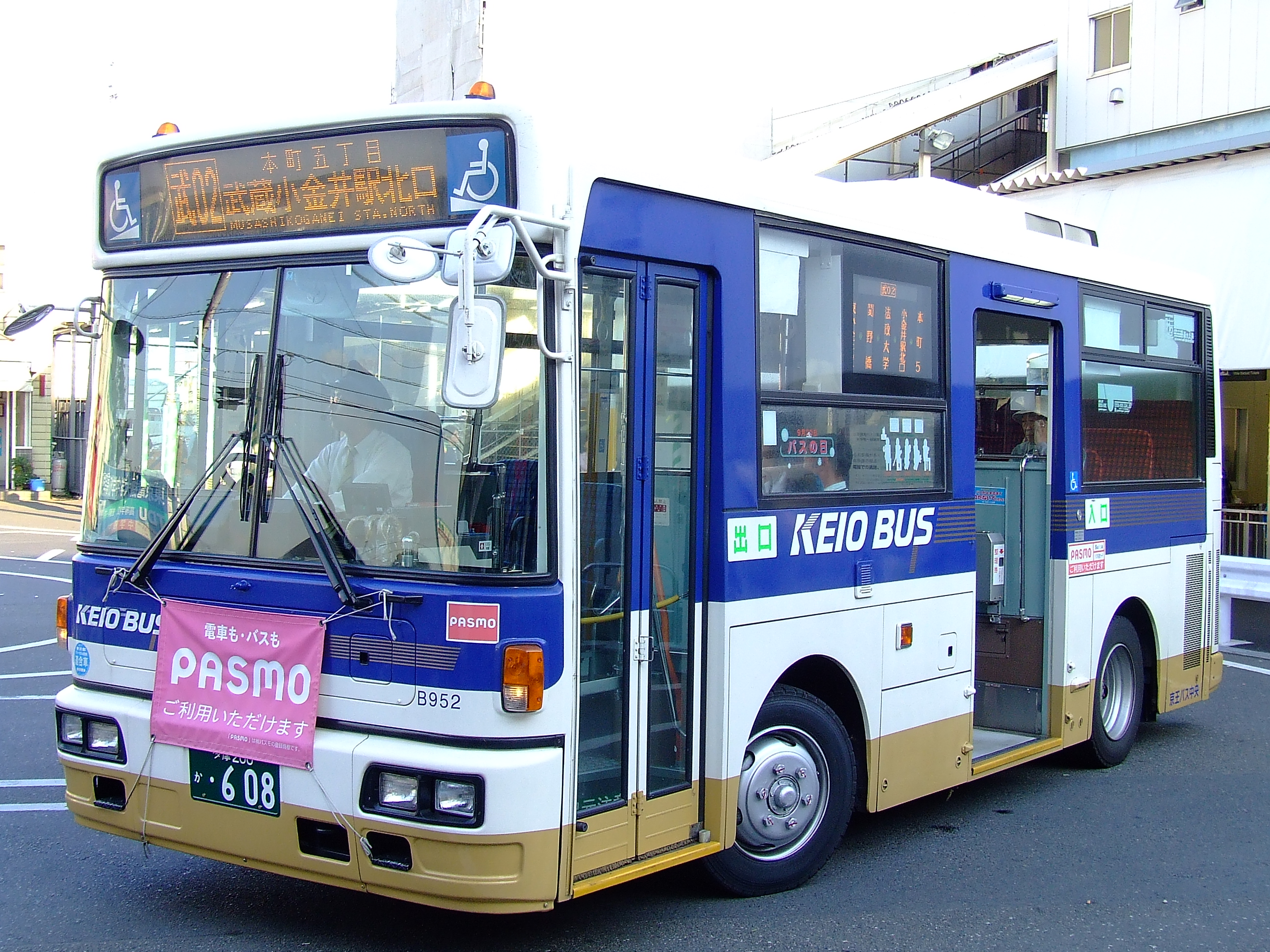
過去の車両（日産ディーゼル・RN）